# Cristianismo no confesional
El cristianismo no confesional o no denominacional hace referencia a la práctica de la fe cristiana por una o más personas, sin estar etiquetados bajo el nombre de alguna confesión cristiana específica. 

## Historia
La idea del cristianismo no confesional ha estado presente desde la reforma protestante de Martín Lutero del siglo XV. Uno de sus objetivos principales era que la vida espiritual y la fe cristiana fuesen puramente Cristo-céntricas, con base esencialmente en las enseñanzas de Jesucristo bajo la interpretación protestante. Sus proponentes consideran que esto ayuda a no hacer divisiones entre los seguidores de Jesús, y que a la vez contribuye a abstenerse del fenómeno de apostasía. 
Se argumenta que en la Biblia se habla de "sectas judías" y nunca se menciona la palabra "denominación". También se registra en Hechos 11:26 que los discípulos fueron por primera vez llamados simplemente "cristianos". Una frase particular del cristianismo no confesional estipula: "No name but the divine" (Ningún nombre más que el divino).
Hoy en día argumentan que mucha gente desconoce que muchos personajes destacados en la historia del cristianismo se consideraban a sí mismos "no confesionales". De ese modo, creían innecesario concurrir a apelativos y designaciones fuera de la doctrina original cristiana. Sin embargo, no existe evidencia histórica de que algún cristiano se haya considerado a sí mismo "no confesional" antes del siglo XV.
Martín Lutero, iniciador de la llamada "reforma protestante", y en cuyas predicaciones se inspiró más tarde la Iglesia Luterana, expresó personalmente su deseo de que no surgiera una confesión cristiana con su apellido:

"Ruego que dejen mi nombre en paz. No se llamen a sí mismos 'luteranos', sino «Cristianos». ¿Quién es Lutero? Mi doctrina no es mía. Yo no he sido crucificado por nadie. ¿Cómo podría, pues, beneficiarme a mí, una bolsa miserable de polvo y cenizas, dar mi nombre a los hijos de Cristo? Dejen, mis queridos amigos, de aferrarse a estos nombres de partidos y distinciones; fuera a todos ellos, y dejen que nos llamemos a nosotros mismos solamente cristianos, según aquel de quien nuestra doctrina viene".

Juan Calvino también expresó su deseo de que los partidarios de sus interpretaciones fueran llamados cristianos solamente. No obstante, muchos de los que concordaban con las interpretaciones de Lutero o Calvino (y otros personajes) eran llamados "luteranos" o "calvinistas", en un inicio, especialmente por enemigos u opositores como la Iglesia católica. Ésta fue la que acuñó el apelativo "protestante" para llamar despectivamente a quienes "protestaban" contra los ritos e interpretaciones del catolicismo. Por ello, los llamados "protestantes" (cristianos no católicos) en un inicio no se llamaban a sí mismos de tal forma.
De manera semejante, John Wesley, a quien se le relaciona con el origen del metodismo, no quería formar una denominación nueva. De hecho, expresó ese deseo cuando dijo:

"Desearía que el nombre metodista nunca vuelva a ser mencionado, sino que se perdiera en el eterno olvido".

Charles Spurgeon, cuyas predicaciones se etiquetaron en las llamadas "iglesias bautistas", dijo:

"Digo del nombre bautista que perezca; mas que el nombre propio de Cristo dure para siempre. Espero con gusto el día en el que no haya más estilo de vida bautista ".

Henry Ward Beecher expresó su rechazo a llamar "congregacionalistas" a otros cristianos cuando dijo: 

"Déjame hablarte en el lenguaje del cielo y llamarlos «Cristianos»".

Albert Barnes, cuyas predicaciones se etiquetaron bajo el calificativo de "presbiterianismo", escribió: 

"estas divisiones deberían ser fundidas bajo el santo nombre «Cristiano»."

De igual forma, George Arthur Buttrick dijo: 

"No es mi trabajo hacer que el mundo sea presbiteriano, ni el tuyo hacerlo metodista. Nuestro trabajo unido, bajo Dios, es hacer que el mundo sea «cristiano»".

También George Whitefield, en un sermón en Pensilvania, se oponía al denominacionalismo. Afirmaba que en el cielo no hay denominaciones, sino sólo «cristianos». De igual forma, se sabe que George Fox no tenía la intención de fundar una nueva denominación. Él y sus amigos simplemente proclamaban lo que concebían como los principios puros y auténticos del Cristianismo en su simplicidad original, juntándose para predicar, orar o adorar a Dios en reuniones fraternales. No obstante, un juez llamó a Fox y a sus amigos "Quakers" de forma despectiva. Así se les empezó a llamar hasta que se fue considerando una denominación.
Por su parte, Alexander y Thomas Campbell también iniciaron un movimiento para regresar a las bases del cristianismo primitivo y terminar con el denominacionalismo. No obstante, con el paso del tiempo, en la historiografía el movimiento se interpretó como una confesión más conocida ahora como los "discípulos de Cristo".
Estos y muchos otros personajes de la historia del cristianismo veían claramente un problema con que los cristianos se auto-etiquetaran bajo denominaciones, y no planeaban que se formaran sectas.
Cabe mencionar que muchas veces fueron sus enemigos, oponentes, escribas, historiadores u otros personajes ajenos a su contexto cultural y social, quienes los empezaron a etiquetar denominacionalmente, a pesar de que aquellas personas de fe cristiana consideraban esto como una causa de divisiones. Esto representa para algunos no sólo una deformación de la historiografía, sino también una falta de respeto a los ideales religiosos.
Los cristianos no confesionalistas consideran que la denominalización de este tipo hace perder de vista a las personas la importancia de que la fe se centre sólo en Cristo y en sus enseñanzas interpretadas por el Espíritu Santo.
Algunas personas piensan erróneamente que pertenecer a una denominación cristiana particular los podría salvar. Sin embargo, las escrituras del Nuevo Testamento estipulan que «solo en Cristo se puede ser salvo» (Hechos 4:12), pues "en ningún otro hay salvación; porque no hay otro nombre debajo del cielo, dado a los hombres, en que podamos ser salvos".
El apóstol Pedro también escribió: 

"...si alguno padece como «cristiano», no se avergüence; antes glorifique a Dios en esta parte" (1 Pedro 4:16).

## Características
Algunas iglesias no denominacionales se identifican únicamente con el cristianismo.
Consideran que ha sido llevado a cabo por parte de muchos cristianos de épocas pasadas, desde el cristianismo primitivo, hasta épocas posteriores (aunque no haya pruebas históricas de cristianos primitivos que se hayan considerado no-denominacional); por diversos reformadores, por múltiples iglesias cristianas y otras vertientes del cristianismo que hasta hoy en día, se oponen a encasillarse bajo algún calificativo doctrinal, o alguna designación derivada de algún apellido o doctrina en particular. Generalmente tampoco abogan por protocolos litúrgicos estrictos o excesivos.
Los cristianos que comparten esta postura, a menudo suelen autodefinirse simplemente como «cristianos»; aunque, para entender que no pertenecen a ninguna denominación doctrinal específica, se les suele reconocer en diversos ámbitos como "cristianos no denominacionales" (en inglés: "non-denominational Christians").

## Congregaciones no-denominacionales

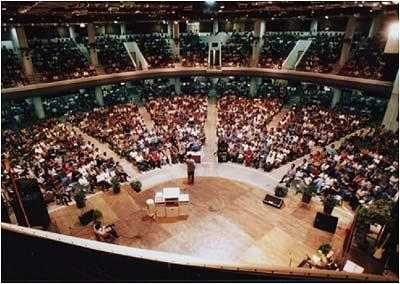
Bread of Life Ministries, una de las Iglesias de Filipinas sin denominación Cristiana.

Estas congregaciones no tienen doctrinas litúrgicas establecidas estrictamente, ni tradiciones teológicas en particular, a diferencia de las iglesias católicas, ortodoxas, luteranas y muchas otras; sin embargo, algunas congregaciones de este tipo pueden llegar a tener similitudes con otras congregaciones, ya sean similitudes de tipo administrativo (según la forma de funcionalidad interna), o teológico (con parecido doctrinal en algunos aspectos). Dicho parecido puede ser tanto involuntario, como debido al compartimiento de una red comunicativa entre ellas, en cuyo caso se denominan congregaciones «pos-denominacionales».

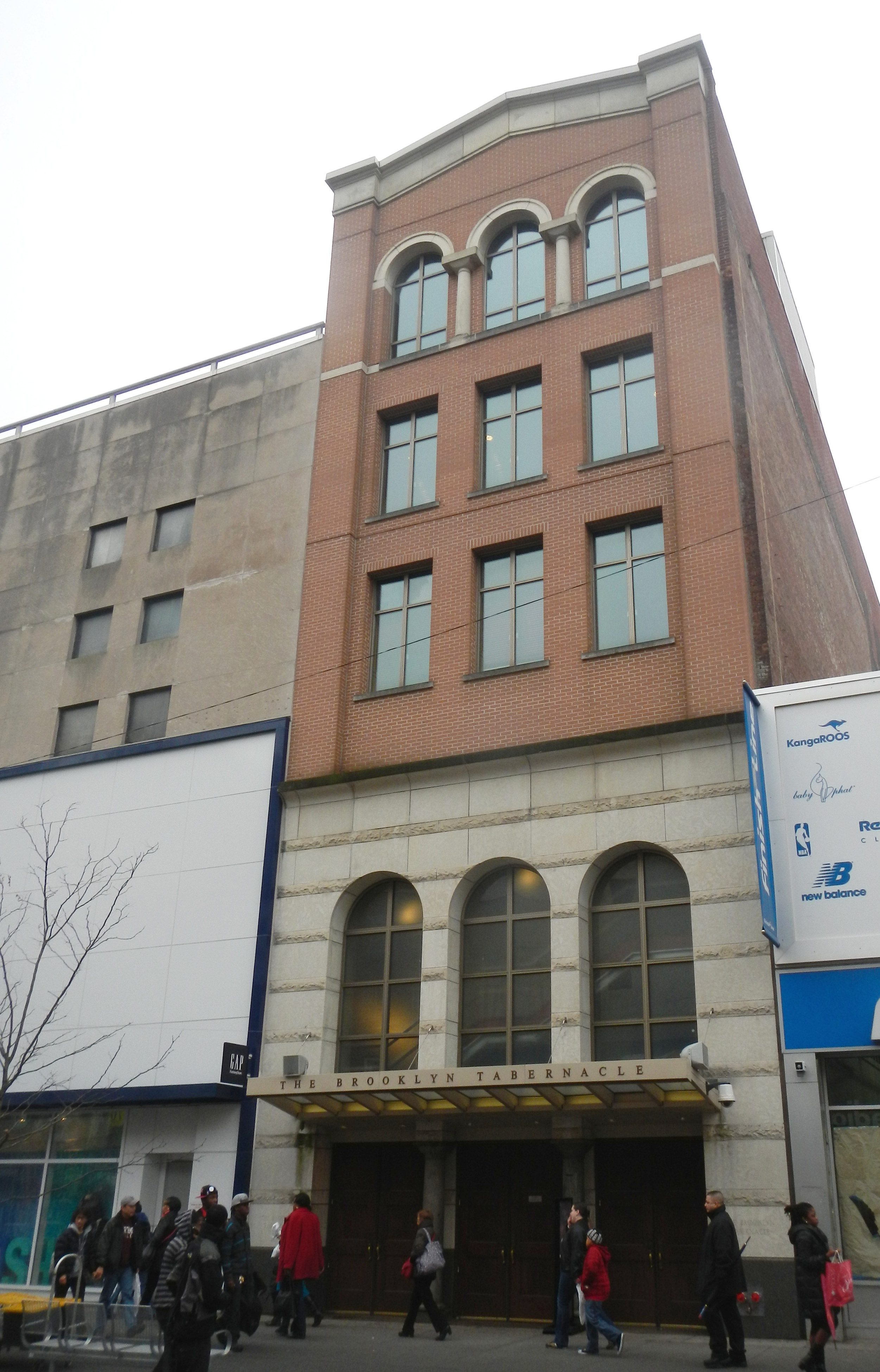
Brooklyn Tabernacle, una de las Iglesias más grandes en Nueva York, es una congregación no confesional.

Las congregaciones de este tipo son independientes, esto es, que no están sometidas a alguna institución religiosa "superior", por lo tanto rechazan tomar como modelo a otras congregaciones confesionales o imitar todas sus funcionalidades administrativas o doctrinales.
Según un censo decenal sobre las religiones de Estados Unidos, hecho por la Asociación de Estadísticos de América para Organismos Religiosos (ASARB), las Iglesias no confesionales e independientes conforman el grupo más grande de creyentes, con más de 12 millones de adherentes, según el informe.
Se considera que las iglesias no-denominacionales no están motivadas por doctrinas derivadas de rutinas establecidas en tradiciones denominacionales en particular, por lo cual muchas han surgido tratándose de alejar de los rituales o formalidades excesivas estipuladas por organizaciones o instituciones religiosas;; no obstante, esto no significa que estén desorganizadas, ni tampoco que no aboguen por alguna doctrina o comportamiento cristiano en específico, pues sí abogan por enseñanzas cristianas tomando como base la fe cristiana, que se basa en las enseñanzas de Jesucristo y las enseñanzas bíblicas, pero a diferencia de las que sí son denominacionales, éstas no agregan un nombre extra que defina sus creencias doctrinales, y generalmente no incluyen formalidades religiosas que consideran innecesarias como costumbres habituales propias de una congregación. Además, generalmente pretenden rechazar las doctrinas de diversas denominaciones que consideran sin fundamentos bíblicos ni evangelísticos.

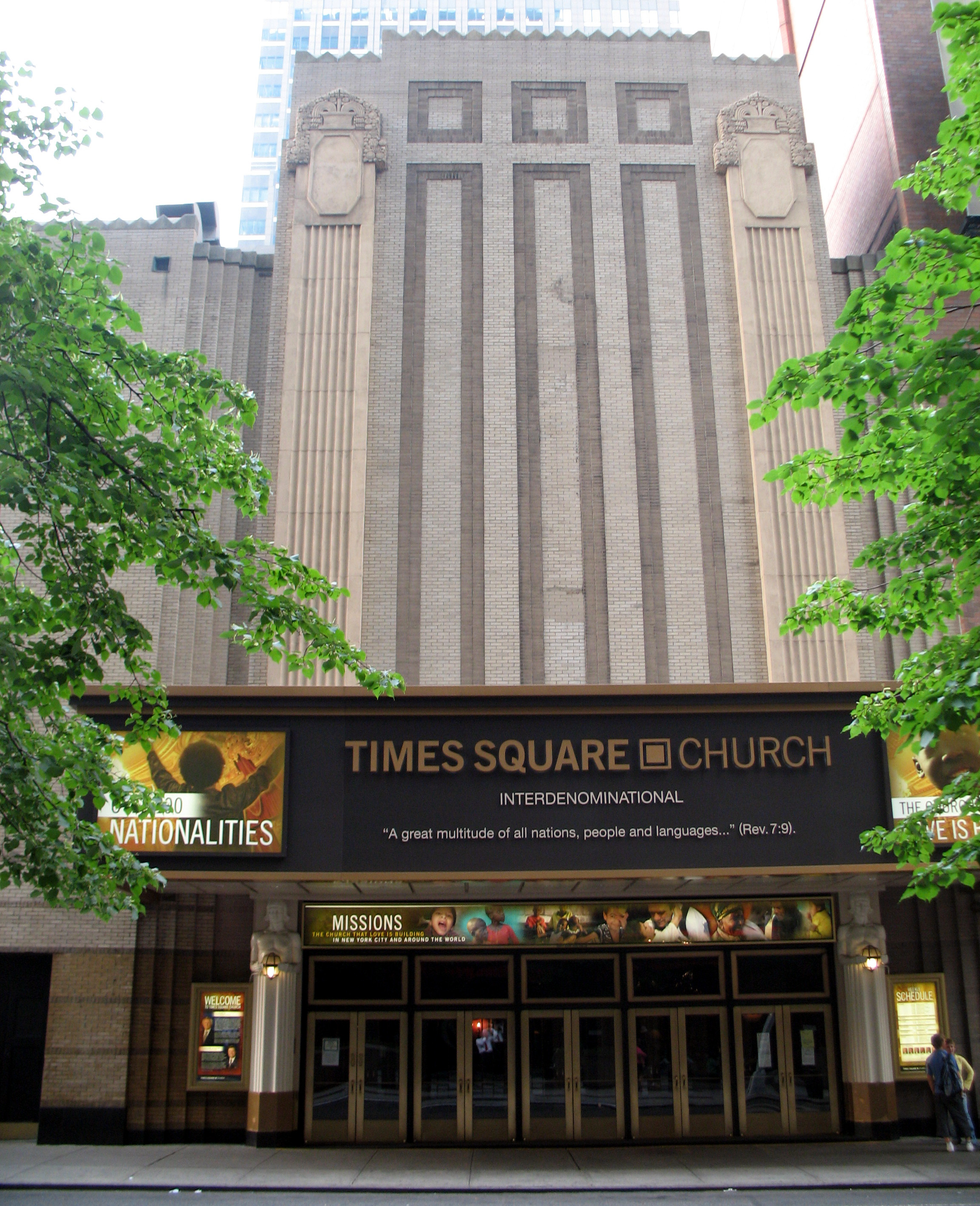
Times Square Church en Nueva York es una iglesia interdenominacional.

La característica esencial es que en estas congregaciones, las enseñanzas que se imparten, no se etiquetan ni se definen con un título o calificativo doctrinal, fuera de «cristianas».

### Congregaciones o iglesias interdenominacionales
Aunque las congregaciones no denominacionales rechazan etiquetarse bajo alguna designación o nombre doctrinal, generalmente hay muchas de ellas que aceptan "con los brazos abiertos" a miembros de otras denominaciones; esto es, que no les impiden congregarse a miembros que sí tienen denominación, independientemente de su cultura, origen o nacionalidad. Esto contrasta con otras religiones que expulsan o impiden que se congreguen miembros de otras denominaciones, pues en muchas de las congregaciones no denominacionales se pueden congregar libremente personas que sí son inicialmente de alguna denominación en particular. En este último caso, se habla entonces de una congregación interdenominacional, como la Iglesia de Times Square, fundada por el pastor David Wilkerson en Nueva York.

## Controversias
En 2011, el profesor evangélico estadounidense Ed Stetzer atribuyó al individualismo la razón del aumento en el número de iglesias evangélicas que afirman ser cristianismo no denominacional.